# Miss Mondo 2016
Miss Mondo 2016 è stata la 66ª edizione del concorso di bellezza Miss Mondo. Si è tenuta il 18 dicembre 2016 presso l'MGM National Harbour, ad Oxon Hill nel Maryland, Stati Uniti, appena fuori dalla città di Washington. 117 concorrenti provenienti da tutto il mondo hanno gareggiato per la corona. Al termine dell'evento, la spagnola Mireia Lalaguna ha incoronato la vincitrice Stephanie Del Valle, di Porto Rico.
 È stata la seconda volta in cui il concorso si è svolto negli Stati Uniti ed è anche stata la seconda volta che una concorrente di Porto Rico ha vinto Miss Mondo, dopo Wilnelia Merced nel 1975.

## Risultati

### Classifica
| Posizione       | Concorrente |
| --------------- | --- |
| Miss Mondo 2016 | - Porto Rico – Stephanie Del Valle |
| 2ª classificata | - Rep. Dominicana – Yaritza Reyes |
| 3ª classificata | - Indonesia – Natasha Mannuela Halim |
| Top 5           | - Kenya – Evelyn Njambi - Filippine – Catriona Gray |
| Top 11          | - Belgio – Lenty Frans - Brasile – Beatrice Fontoura - Cina – Jing Kong - Corea del Sud – Myriam Wang - Mongolia – Bayartsetseg Altangerel § - Stati Uniti – Audra Mari |
| Top 20          | - Australia – Madeline Cowe - Isole Cook – Natalia Short - Francia – Morgane Edvige - Ghana – Antoinette Kemavor - Ungheria – Tímea Gelencsér - India – Priyadarshini Chatterjee - Giappone – Priyanka Yoshikawa - Slovacchia – Kristína Činčurová - Thailandia – Jinnita Buddee |

§ Vincitrice del People's Choice

### Regine continentali
| Continente | Concorrente                          |
| ---------- | ------------------------------------ |
| Africa     | - Kenya – Evelyn Njambi              |
| Americhe   | - Stati Uniti – Audra Mari           |
| Asia       | - Indonesia – Natasha Mannuela Halim |
| Caraibi    | - Rep. Dominicana – Yaritza Reyes    |
| Europa     | - Belgio – Lenty Frans               |
| Oceania    | - Australia – Madeline Cowe          |

## Eventi Sfida
L'Organizzazione di Miss Mondo ha reintrodotto per le finali del 2016 il sistema Fast-Track, in cui le vincitrici dei cinque eventi Sfida (Challenge) guadagnavano automaticamente un posto tra le prime 20. Gli eventi Sfida 2016 includevano Sport, Top Model, Talento, Multimedia e Bellezza con uno Scopo. I punteggi dell'intervista hanno determinato il resto della Top 20.

### Sport
Miss Isole Cook ha vinto la sfida Sport, diventando così la prima classificata ai quarti di finale di Miss Mondo 2016.

### Top Model
Miss Cina ha vinto la Top Model Competition svoltasi il 15 dicembre 2016, diventando così la seconda ad accedere ai quarti di finale.
| Risultati       | Concorrente                                        |
| --------------- | -------------------------------------------------- |
| Vincitrice      | - Cina – Jing Kong                                 |
| 2ª classificata | - Indonesia – Natasha Mannuela Halim               |
| 3ª classificata | - Rep. Dominicana – Yaritza Reyes                  |
| Top 5           | - Francia – Morgane Edvige - Kenya – Evelyn Njambi |

### Talent
Miss Mondo ha lavorato in collaborazione con Mobstar per raccogliere i voti del pubblico e trovare la vincitrice della sfida Talent. Miss Mongolia ha ricevuto il maggior numero di voti ed è diventata la terza classificata ai quarti di finale.
| Risultati  | Concorrente |
| ---------- | --- |
| Vincitrice | - Mongolia – Bayartsetseg Altangerel |
| Top 10     | - Canada – Anastasia Lin - Cile – Antonia Figueroa - Croazia – Angélica Zacchigna - Ungheria – Tímea Gelencsér - Lettonia – Linda Kinca - Malta – Anthea Zammit - Filippine – Catriona Gray - Polonia – Kaja Klimkiewicz - Ucraina – Oleksandra Kučerenko                                                                     |
| Top 21     | - Isole Cook – Natalia Short - Rep. Ceca – Natálie Kotková - Ecuador – Mirka Cabrera - Figi – Pooja Priyanka - India – Priyadarshini Chatterjee - Porto Rico – Stephanie Del Valle - Russia – Jana Dobrovol'skaja - Scozia – Lucy Kerr - Serbia – Katarina Šulkić - Slovenia – Maja Taradi - Sudafrica – Ntandoyenkosi Kunene |

### Multimedia
Miss Filippine è stata nominata vincitrice della sfida Multimedia, ed è diventata la quarta a classificarsi ai quarti di finale. La decisione si è basata sui post della candidata sulla sua pagina Facebook ufficiale e sul suo account Twitter, nonché sul suo ranking Mobstar.
| Risultati  | Concorrente                 |
| ---------- | --------------------------- |
| Vincitrice | - Filippine – Catriona Gray |

### Beauty With a Purpose
Le cinque finaliste sono state annunciate il 17 dicembre 2016. Miss Indonesia è stata nominata vincitrice durante la serata finale ed è diventata la quinta classificata ai quarti di finale.
| Risultati  | Concorrente |
| ---------- | --- |
| Vincitrice | - Indonesia – Natasha Mannuela Halim                                                                           |
| Top 5      | - India – Priyadarshini Chatterjee - Kenya – Evelyn Njambi - Nepal – Asmi Shrestha - Filippine – Catriona Gray |

## Concorrenti
A Miss Mondo 2016 hanno partecipato 117 concorrenti:
| Paese                            | Concorrente                 | Età | Città d'origine     |
| -------------------------------- | --------------------------- | --- | ------------------- |
| Albania                          | Ëndrra Kovaçi               | 21  | Tirana              |
| Antigua e Barbuda                | Latisha Greene              | 24  | St. John's          |
| Argentina                        | Camila Macias               | 19  | Córdoba             |
| Aruba                            | Lynette do Nascimento       | 23  | Oranjestad          |
| Australia                        | Madeline Cowe               | 24  | Tully               |
| Austria                          | Dragana Stanković           | 20  | Traiskirchen        |
| Bahamas                          | Ashley Hamilton             | 24  | Long Island         |
| Bielorussia                      | Polina Borodačeva           | 23  | Minsk               |
| Belgio                           | Lenty Frans                 | 22  | Anversa             |
| Belize                           | Iris Salguero               | 21  | Belmopan            |
| Bolivia                          | Leyda Suárez                | 20  | Tarija              |
| Bosnia ed Erzegovina             | Halida Krajišnik            | 19  | Živinice            |
| Botswana                         | Thata Kenosi                | 21  | Gaborone            |
| Brasile                          | Beatrice Fontoura           | 26  | Goiânia             |
| Isole Vergini Britanniche        | Kadia Turnbull              | 25  | Road Town           |
| Bulgaria                         | Galina Mihajlova            | 26  | Sofia               |
| Canada                           | Anastasia Lin               | 26  | Toronto             |
| Isole Cayman                     | Monyque Brooks              | 24  | West Bay            |
| Cile                             | Antonia Figueroa            | 21  | Coquimbo            |
| Cina                             | Jing Kong                   | 21  | Nanyang             |
| Colombia                         | Shirley Atehortua           | 23  | Pereira             |
| Isole Cook                       | Natalia Short               | 22  | Avarua              |
| Costa Rica                       | Melania González            | 25  | San José            |
| Costa d'Avorio                   | Esther Memel                | 20  | Yamoussoukro        |
| Croazia                          | Angélica Zacchigna          | 22  | Pisino              |
| Curaçao                          | Sabrina Namias de Castro    | 20  | Willemstad          |
| Cipro                            | María Moráru                | 23  | Nicosia             |
| Repubblica Ceca                  | Natálie Kotková             | 22  | Praga               |
| Danimarca                        | Helena Heuser               | 20  | Copenaghen          |
| Repubblica Dominicana            | Yaritza Reyes               | 23  | Santo Domingo       |
| Repubblica Democratica del Congo | Andrea Moloto               | 25  | Kinshasa            |
| Ecuador                          | Mirka Cabrera               | 22  | Machala             |
| Egitto                           | Nadeen Osama El Sayed       | 18  | Il Cairo            |
| El Salvador                      | Ana Cortez                  | 21  | Santa Ana           |
| Inghilterra                      | Elizabeth Grant             | 20  | Preston             |
| Guinea Equatoriale               | Anunciación Ongueme Esono   | 21  | Micomeseng          |
| Figi                             | Pooja Priyanka              | 25  | Ba                  |
| Finlandia                        | Heta Sallinen               | 21  | Turku               |
| Francia                          | Morgane Edvige              | 20  | Le François         |
| Georgia                          | Victoria Kocherova          | 21  | Tbilisi             |
| Germania                         | Selina Kriechbaum           | 21  | Francoforte         |
| Ghana                            | Antoinette Delali Kemavor   | 21  | Accra               |
| Gibilterra                       | Kayley Mifsud               | 24  | Gibilterra          |
| Guadalupa                        | Magalie Adelson             | 23  | Basse-Terre         |
| Guam                             | Phoebe Denight Palisoc      | 17  | Tamuning            |
| Guatemala                        | Melanie Espina              | 22  | Città del Guatemala |
| Guinea                           | Safiatou Baldé              | 21  | Conakry             |
| Guinea-Bissau                    | Sandra Araújo               | 19  | Bissau              |
| Guyana                           | Nuriyyih Gerrard            | 25  | Georgetown          |
| Haiti                            | Suzana Sampeur              | 21  | Port-au-Prince      |
| Honduras                         | Kerelyne Campigotti Webster | 18  | El Progreso         |
| Ungheria                         | Tímea Gelencsér             | 22  | Budapest            |
| Islanda                          | Anna Orlowska               | 22  | Reykjavík           |
| India                            | Priyadarshini Chatterjee    | 20  | Guwahati            |
| Indonesia                        | Natasha Mannuela Halim      | 22  | Pangkal Pinang      |
| Irlanda                          | Niamh Kennedy               | 22  | Portroe             |
| Israele                          | Karin Alia                  | 18  | Tel Aviv            |
| Italia                           | Giada Tropea                | 18  | Lamezia Terme       |
| Giamaica                         | Ashlie Barrett              | 21  | Kingston            |
| Giappone                         | Priyanka Yoshikawa          | 22  | Tokyo               |
| Kazakistan                       | Alia Mergenbaeva            | 18  | Aktau               |
| Kenya                            | Evelyn Njambi               | 22  | Nairobi             |
| Corea del Sud                    | Hyun Wang                   | 21  | Seul                |
| Kirghizistan                     | Perizat Rasulbek-Kyzy       | 18  | Biškek              |
| Lettonia                         | Linda Kinca                 | 18  | Ķekava              |
| Libano                           | Sandy Tabet                 | 21  | Bhamdoun            |
| Lesotho                          | Rethabile Tsosane           | 21  | Maseru              |
| Malesia                          | Tatiana Kumar               | 18  | Kuala Lumpur        |
| Malta                            | Anthea Zammit               | 22  | Żebbuġ              |
| Mauritius                        | Véronique Allas             | 20  | Port Louis          |
| Messico                          | Ana Girault                 | 25  | Città del Messico   |
| Moldavia                         | Daniela Marin               | 17  | Leova               |
| Mongolia                         | Bayartsetseg Altangerel     | 26  | Ulan Bator          |
| Montenegro                       | Katarina Keković            | 22  | Podgorica           |
| Birmania                         | Myat Thiri Lwin             | 18  | Naypyidaw           |
| Nepal                            | Asmi Shrestha               | 23  | Tandi               |
| Olanda                           | Rachelle Reijnders          | 24  | Amsterdam           |
| Nuova Zelanda                    | Karla De Beer               | 23  | Auckland            |
| Nicaragua                        | María Laura Ramírez         | 19  | Masaya              |
| Nigeria                          | Debbie Collins              | 24  | Lagos               |
| Irlanda del Nord                 | Emma Carswell               | 21  | Belfast             |
| Panama                           | Alessandra Bueno            | 25  | Panama              |
| Paraguay                         | Simone Freitag              | 21  | Ciudad del Este     |
| Perù                             | Pierina Wong                | 25  | Lambayeque          |
| Filippine                        | Catriona Gray               | 22  | Oas                 |
| Polonia                          | Kaja Klimkiewicz            | 19  | Glinojeck           |
| Portogallo                       | Cristiana Viana             | 19  | Valbom              |
| Porto Rico                       | Stephanie Del Valle         | 19  | San Juan            |
| Romania                          | Diana Dinu                  | 22  | Bucarest            |
| Russia                           | Jana Dobrovol'skaja         | 19  | Tjumen'             |
| Ruanda                           | Jolly Mutesi                | 20  | Kigali              |
| Scozia                           | Lucy Kerr                   | 19  | East Dunbartonshire |
| Serbia                           | Katarina Šulkić             | 18  | Belgrado            |
| Seychelles                       | Christine Barbier           | 24  | Victoria            |
| Sierra Leone                     | Aminata Adialin Bangura     | 22  | Port Loko           |
| Singapore                        | Bhaama Padmanathan          | 24  | Singapore           |
| Slovacchia                       | Kristína Činčurová          | 19  | Lučenec             |
| Slovenia                         | Maja Taradi                 | 26  | Lubiana             |
| Sudafrica                        | Ntandoyenkosi Kunene        | 24  | Mkhondo             |
| Sudan del Sud                    | Akuany Ayuen                | 23  | Giuba               |
| Spagna                           | Raquel Tejedor              | 20  | Saragozza           |
| Sri Lanka                        | Amritaa De Silva            | 23  | Colombo             |
| Saint Lucia                      | La Toya Moffat              | 24  | Castries            |
| Svezia                           | Emma Strandberg             | 20  | Stoccolma           |
| Tanzania                         | Diana Luqumay               | 18  | Dodoma              |
| Thailandia                       | Jinnita Buddee              | 22  | Chiang Rai          |
| Trinidad e Tobago                | Daniella Walcott            | 24  | Port of Spain       |
| Tunisia                          | Mariem Hammami              | 22  | Béja                |
| Turchia                          | Buse Iskenderoğlu           | 19  | Ankara              |
| Uganda                           | Leah Kagasa                 | 21  | Kampala             |
| Ucraina                          | Oleksandra Kučerenko        | 19  | Dnipro              |
| USA                              | Audra Mari                  | 22  | Fargo               |
| Uruguay                          | Romina Trotto               | 19  | Montevideo          |
| Isole Vergini Americane          | Kyrelle Thomas              | 18  | Charlotte Amalie    |
| Venezuela                        | Diana Croce                 | 19  | Calabozo            |
| Vietnam                          | Trương Thị Diệu Ngọc        | 26  | Danang              |
| Galles                           | Ffion Moyle                 | 23  | Carmarthen          |

## Curiosità
In questa edizione, debutta il Ruanda.